# Liga Democrática - Movimento para o Partido do Trabalho
O Liga Democrática - Movimento para o Partido do Trabalho (Ligue Démocratique - Mouvement pour le Parti du Travail) é um partido político socialista em Senegal.
O partido foi fundado em 1975.
O secretário geral do partido é Abdoulaye Bathily.
A organização juvenil do partido é Mouvement de Jeunesse Démocratique.
O partido contestou as eleições parlamentares de 2001.